# فيروز زياني
فيروز محمد بوعزارة المعروفة إعلاميا بفيروز زياني ( 19 أبريل 1973-)، إعلامية جزائرية ومراسلة ميدانية.

## حياتها
ولدت في الجزائر العاصمة في حي شعبي متواضع، عملت بالتلفزيون الجزائري في الفترة ما بين 1995 و2000، ثم انضمت إلى قناة الجزيرة القطرية عام 2000، قدمت العديد من البرامج من بينها: بين السطور، وحديث الثورة، وللنساء فقط، وما وراء الخبر،. كما شاركت في عدد من التغطيات الميدانية مثل الانتخابات التشريعية الفلسطينية عام 2006، والمؤتمرات الحزبية في الولايات المتحدة الأمريكية.
لها مقابلة شهيرة مع محمد حسنين هيكل (عبر قناة الجزيرة) يوم 25 مارس 2005 بعنوان الملفات الساخنة.

## حياتها الخاصة
متزوجة من مبروك زياني المذيع الجزائري في إذاعة قطر الناطقة بالفرنسية ولديها خمسة أطفال. والدها هو محمد بوعزارة الإذاعي والبرلماني السابق. إسمها هو فيروز محمد بوعزارة وتشتهر إعلاميا بفيروز زياني نسبة لزوجها.